# 山阴站
山阴站，位于中华人民共和国山西省朔州市山阴县古城镇马梁村，是韩原铁路上的火车站，建于2014年，由太原局集团管辖。
值得一提的是，该车站虽名为山阴站，但其实际距离山阴县中心约12.6公里，位置较为偏僻；而位于山阴县城中心的普速车站名为岱岳站。

## 歷史
- 建于2014年。
- 2019年9月23日，山阴站完成改扩建工程。工程包括新建站房，改建站台等工程。同时自当日起，山阴站开始停靠动车组列车[3][4]。
- 2025年1月5日后，由于大西高速铁路全线开通，山阴南站同步开通，动车组列车全部移至山阴南站停靠，山阴站仅有普速列车停靠。

## 业务办理
车站办理旅客乘降业务。

## 旅客列车目的地
| 列车所属路局 | 目的地                           |
| ------------ | -------------------------------- |
| 太原局集团   | 大同、广州白云、长沙、杭州、上海 |

## 車站周邊
车站较为偏远，附近仅有一条公路通往山阴县城。

## 外部連結
- 中国铁路客户服务中心 （页面存档备份，存于）